# Brabantgouw

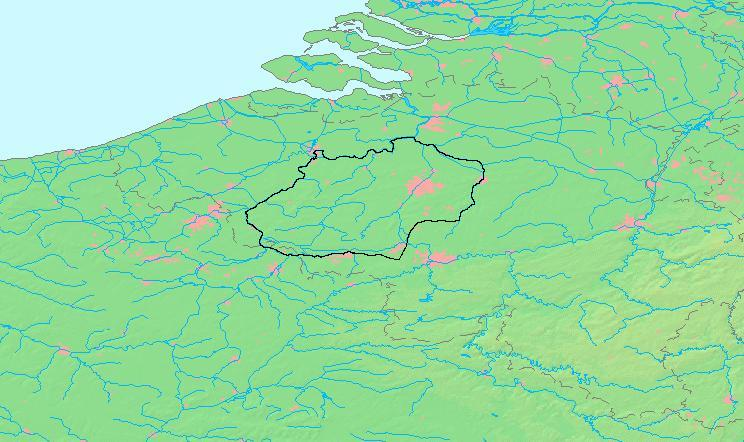
De Brabantgouw volgens Léon Vanderkindere

De gouw Brabant (ook Brabantgouw of Pagus Bracbantensis) is een historisch gebied in de Nederlanden. Het was onderdeel van het hertogdom Lotharingen. 
De Brabantgouw bestond in de vroege middeleeuwen, mogelijk al in de 7e eeuw. Het gebied wordt uitdrukkelijk vermeld in de Karolingische rijksverdelingen. Bij het Verdrag van Meerssen (870) bestond het uit vier deelgraafschappen.

## Etymologie
De naam Brabant is een afgeleide van braecbant. Dit is een samenstelling van braec, wat 'broek' of 'drassig land' betekent, en bant, wat 'streek' betekent (vergelijk Oosterbant, Teisterbant enz.).

## Ligging
De Brabantgouw heeft territoriaal slechts een klein deel gemeen met het in 1183 opgerichte hertogdom Brabant. 
De gouw was grotendeels omsloten door waterlopen: in het westen door de Schelde tot aan de Rupelmonding, vandaar verder langs de Rupel en via de loop van de Dijle. In het zuiden liep de grens grotendeels langs de Hene. Vanaf haar bronnen liep de grens oostwaarts door een woudgordel om de kring te sluiten aan de loop van de Dijle, wellicht aan haar zijrivier de Laan (Frans: Lasne), ten oosten van Nijvel (ter hoogte van Baisy-Thy).

## Bestuur
De bestuurder van een pagus of gouw was een gouwgraaf, die rechtstreeks in dienst van de koning of keizer stond. Er zijn evenwel geen namen van gouwgraven van Brabant overgeleverd, wat het vermoeden wekt dat de gouw deel uitmaakte van de hertogelijke ambtslenen in Neder-Lotharingen. Het geslacht Verdun beschikte immers over verscheidene allodiale bezittingen in de Brabantgouw: Ename, Velzeke, Asse, Affligem, Aalst-Hessegem-Lede. 
De vroegste oorkondelijke vermelding van een graaf van Brabant betreft Herman van Verdun (†1024), zoon van hertog Godfried de Gevangene, doch in zijn tijd was het graafschap tussen Zenne en Dijle, evenals het grondgebied van de dekenij Sint-Brixius, al uit de gouw losgemaakt.
De Brabantgouw bestond aanvankelijk uit vier deelgraafschappen:
- Graafschap Brussel (historiografisch soms Ukkel genoemd, doch diplomatieke bronnen over deze benaming ontbreken), gelegen tussen Zenne en Dijle.
- Het graafschap met het grondgebied van de middeleeuwse dekenij Sint-Brixius dat bij de Ottoonse markenindeling uit de 10e eeuw bij de mark Valenciennes was gevoegd. Het is gelegen ten oosten van de Schelde en reikt tot aan de Ronne.
- Het markgraafschap Ename (in latere tijden ook graafschap Aalst genoemd), voortkomend uit de noordelijke helft van de Brabantgouw tussen Schelde en Zenne, waarvan omstreeks 1062/1063 het Landgraafschap Brabant (benaming in voege vanaf omstreeks 1086) tussen Dender en Zenne, werd afgesplitst.
- De zuidelijke helft van de Brabantgouw, in zijn geheel vanaf het midden van de 11e eeuw onder het graafschap Henegouwen, grotendeels bestaande uit het grondgebied van de middeleeuwse dekenij Chièvres. Er bestaat een narratieve bron die in de 10e eeuw de standplaats van de bestuurder van het zuidelijke graafschap situeert te Chièvres.

Volgens de Brusselse historicus Paul Bonenfant (1899-1965) zou het graafschap Chièvres bestaan hebben uit de graafschappen Halle en Chièvres. Het graafschap Halle wordt echter nergens in de bronnen betuigd. Bonenfant vond deze opdeling aannemelijk en nam aan dat de Brabantgouw in vier gelijke delen was opgedeeld. Bonenfant wist echter niets af van het belang van de paltsgraven van Lotharingen vanaf 1044 tot 1085 in de Brabantgouw. Zij bestuurden korte tijd de mark Ename en behielden hieruit het landgraafschap Brabant tussen Dender en Zenne. Bonenfant beschouwt dit landgraafschap onterecht als deel van het graafschap Brussel. 

## Verdere ontwikkeling

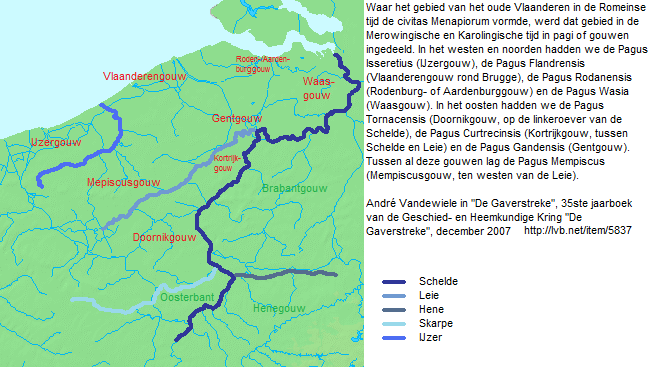
De Vlaamse gouwen en de Brabantgouw.

Vanaf de 11e eeuw vindt de gouwnaam nog slechts toepassing als geografische verwijzing en heeft deze steeds minder institutioneel belang. De vier graafschappen uit de Brabantgouw werden ook reeds door verschillende stamgeslachten bestuurd:
- Het graafschap Brussel (tussen Zenne en Dijle) kwam onder de graven van Leuven omstreeks het jaar 1000. De aanwinst van dit graafschap wordt in de kronieken van Brabant verklaard als deel van de Karolingische bruidsschat van Gerberga van Neder-Lotharingen (gehuwd met Lambert I van Leuven), dochter van de toenmalige hertog van Neder-Lotharingen.
- Omstreeks 1024 verwierf graaf Reinier V van Bergen de zuidelijke helft van de gouw in opvolging van zijn schoonvader en vorige gouwgraaf van Brabant, Herman van Ename. Vanaf 1070 werd dit graafschap opgenomen in het gerefeodaliseerde graafschap Henegouwen (samen met het allodiale graafschap Bergen en het markgraafschap Valencijn).
- Boudewijn V van Vlaanderen (meer bepaald via een niet nader genoemde zoon) werd door keizer Hendrik III op een hofdag te Goslar op 7 april 1045 het markgraafschap Ename toegewezen, dat zich toen nog uitstrekte tussen Schelde en Zenne. In 1047 werd hem de mark echter ontnomen, omdat hij zich had aangesloten bij de rebellerende hertog Godfried met de Baard. Boudewijn rebelleerde tegen de keizer tot zijn eed van trouw aan het rijk in 1056. Het rijksleen Ename werd aan Boudewijn V toevertrouwd, vermoedelijk tussen 1062-1063 door aartsbisschop Anno II van Keulen, die regent was tijdens de minderjarigheid van de Duitse koning Hendrik IV.
- Het resterende deel van de gouw, namelijk de landstrook tussen Dender en Zenne, was tussen 1044 en 1085 een paltsgrafelijk ambtsleen. Na de dood van paltsgraaf Herman II van Lotharingen (20 september 1085) werd het betrokken graafschap door de Duitse keizer in leen gegeven aan graaf Hendrik III van Leuven. Hij kreeg dit rijksleen onder vorm van landgraafschap, zodat het onttrokken was aan het overstijgend gezag van de hertog van Neder-Lotharingen. Tegelijk werd de graaf ook beschermheer van de geestelijke instellingen binnen dit Brabants gebied, in het bijzonder de abdij van Affligem, het uitgestrekte abdijdomein rondom Lennik van de abdij van Nijvel en het allodium rondom Sint-Pieters-Leeuw van het Sint-Pieterskapittel van Keulen (zie verder Landgraafschap Brabant).

## Verwijzingen
1. ↑  Henricus Joosen, Ons Baarle, een bijzonder dorp. Bouwstenen voor de geschiedenis van Baarle (1946).